# Harry Zohn
Harry Zohn (* 21 de noviembre de 1923 en Viena; † 3 de junio de 2001 en Boston, Massachusetts) fue un historiador literario, ensayista y traductor del alemán al inglés (Herzl, Kraus, Tucholsky, Benjamin, Buber, Scholem y otros).

## Biografía
En 1939 emigró a Inglaterra, y desde 1940 vivió en Boston. Fue profesor en la Brandeis University de Waltham, Mass., y escribió numerosos tratados sobre escritores alemanes (especialmente de origen judío).
Harry Zohn se casó con Judith Gorfinkle, con quien tuvo dos hijos. Murió de leucemia en Boston, en 2001.

## Obras (selección)
- Wiener Juden in der deutschen Literatur, Tel Aviv 1964
- Österreichische Juden in der Literatur. Ein bio-bibliographisches Lexikon, Tel Aviv 1969
- Der farbenvolle Untergang: Österreichisches Lesebuch, 1971
- Karl Kraus, 1971
- " ... ich bin ein Sohn der deutschen Sprache nur 	...". Jüdisches Erbe in der österreichischen Literatur, Viena/Múnich 1986

## Enlaces web
- Bibliografía relacionada con Harry Zohn en el catálogo de la Biblioteca Nacional de Alemania.

- Datos: Q216457